# Hendricus Nicolaus van Roijen
Hendricus Nicolaus van Roijen (Zwolle, 12 april 1831 - Assen, 28 mei 1874) was een Nederlandse burgemeester.

## Leven en werk
Van Roijen werd in 1831 in Zwolle geboren als lid van de familie Van Roijen en zoon van advocaat en notaris Isaac Antoni van Roijen en Anna Gesina van Engelen. Van Roijen was grootgrondbezitter in de streek rond Hardenberg. Hij werd bij Koninklijk Besluit d.d. 7 februari 1860 op 28-jarige leeftijd benoemd tot burgemeester van de toenmalige gemeente Ambt Hardenberg. Kort daarna werd hij ook benoemd als secretaris van deze gemeente. Hij vervulde deze functies tot zijn overlijden in 1874. Van Roijen woonde in Heemse. Hij bewoonde Huis Heemse, dat tot 1870 ook dienstdeed als gemeentehuis. In 1870 werd Van Roijen voor het district Ommen gekozen als lid van Provinciale Staten. Ook deze functie vervulde hij tot zijn overlijden in 1874.
Van Roijen trouwde op 11 augustus 1858 te Assen met Johanna Gesina Sluis, dochter van de Drentse gedeputeerde Herman Hendrik Adriaan Sluis en Henrica Johanna Collard. Van Roijen overleed in mei 1874 in het huis van zijn schoonvader te Assen op 43-jarige leeftijd.

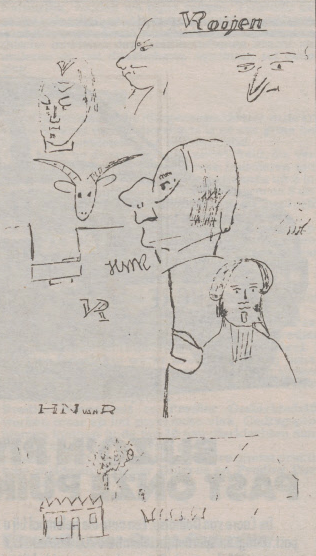
Schetsjes die Van Roijen maakte tijdens een raadsvergadering (1866)